# Hugo Sánchez Jr.
Hugo Sánchez Portugal (ur. 15 czerwca 1984 w Madrycie, zm. 8 listopada 2014 w mieście Meksyk) – meksykański piłkarz z obywatelstwem hiszpańskim występujący na pozycji obrońcy.

## Życiorys
Był synem Hugo Sáncheza i Emmy Portugal. Urodził się w Madrycie, gdzie jego ojciec, legenda meksykańskiego futbolu, występował w klubach Atlético i Real. Dziadek ze strony matki, Alfonso Portugal, również był piłkarzem. Miał trzy siostry, rodzoną Hemmę oraz dwie przyrodnie z drugiego małżeństwa ojca, Hannę i Isabelę.
Karierę piłkarską rozpoczynał w akademii juniorskiej klubu Pumas UNAM z siedzibą w stołecznym mieście Meksyk. Do treningów seniorskiego zespołu został włączony w jesiennym sezonie Apertura 2003, po udanych występach w trzecioligowej filii drużyny o nazwie Pumas Naucalpan. W meksykańskiej Primera División dał mu zadebiutować ojciec, który był wówczas trenerem Pumas – pierwszy występ zanotował 15 maja 2004 w wygranym 3:2 spotkaniu z Monterrey, kiedy pojawił się na placu gry w końcówce meczu jako zmiennik Francisco Fonseki. W tych samych rozgrywkach Clausura 2004 zdobył z klubem mistrzostwo Meksyku, sukces ten powtarzając jeszcze pół roku później, w sezonie Apertura 2004. Nigdy nie został jednak podstawowym piłkarzem Pumas i łącznie wystąpił w zaledwie pięciu spotkaniach w najwyższej klasie rozgrywkowej, z czego w trzech w wyjściowym składzie.
W styczniu 2006 odszedł z Pumas, kiedy nowy trener klubu, Miguel España, nie widział dla niego miejsca w składzie. Podpisał kontrakt z inną drużyną ze stolicy, Atlante FC, gdzie przez pół roku nie wystąpił w żadnym oficjalnym spotkaniu, z powodu konfliktu ze szkoleniowcem René Isidoro Garcíą. W późniejszym czasie brał udział w obozie przygotowawczym drugoligowego Club León, po czym w lipcu 2006 zdecydował się na zakończenie piłkarskiej kariery. W sierpniu 2007 był bliski przejścia do argentyńskiego Club Atlético Huracán, którego trenerem był jego znajomy, Antonio Mohamed. Otrzymał również ofertę z amerykańskiej drużyny CD Chivas USA. Zanotował krótki epizod w drużynie futbolu halowego, Monterrey La Raza, jednak ostatecznie nie powrócił do profesjonalnego futbolu. Później przyznał, że główną przeszkodą dla zrobienia kariery w roli piłkarza była sława jego ojca.
Po zakończeniu kariery studiował architekturę na prywatnej stołecznej uczelni Universidad Intercontinental, był modelem, biznesmenem oraz pracował jako komentator sportowy w stacji Televisa Deportes. Spotykał się z modelką Jimeną Navarrete – Miss Universe z 2010 roku. W latach 2012–2014 znajdował się w samorządzie jednej z dzielnic miasta Meksyk – Miguel Hidalgo, pełniąc w nim rolę dyrektora kultury fizycznej i sportu.
8 listopada 2014 został znaleziony martwy w swoim mieszkaniu w dzielnicy Polanco stołecznego miasta Meksyk. Przyczyną zgonu 30-latka było śmiertelne zatrucie spowodowane wyciekiem gazu.